# Teleobjektiv

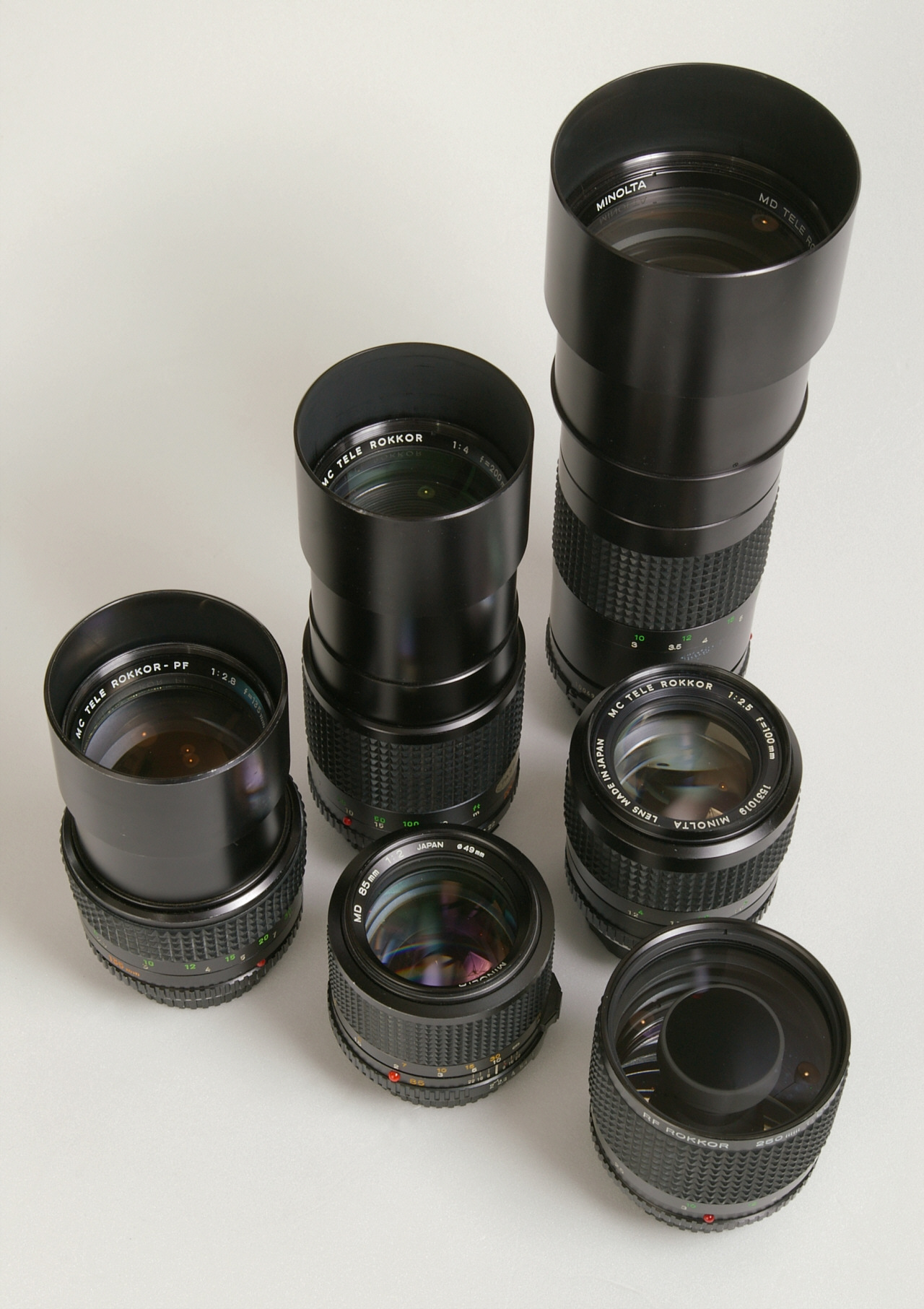
Einige Minolta-Teleobjektive unterschiedlicher Brennweiten für analoge Kleinbild-Spiegelreflexkameras

Teleobjektive sind im allgemeinen fotografischen Sprachgebrauch Objektive mit einer gegenüber einem Normalobjektiv längeren Brennweite und kleinerem Bildwinkel. Sie dienen meist dazu, weiter entfernte Objekte ähnlich einem Fernglas zu vergrößern und so näher „heranzuholen“. Charakteristisch für die Abbildungseigenschaften von Teleobjektiven ist auch die geringe Schärfentiefe im Vergleich zu Objektiven kürzerer Brennweiten. Sie kann gezielt eingesetzt werden, um nur das eigentliche Fotomotiv scharf abzubilden, während Objekte näher an der Kamera oder weiter im Hintergrund erkennbar unscharf erscheinen. Dies kann zur gezielten Gestaltung genutzt werden, ist aber teils auch nachteilig, wenn mehrere Objekte in unterschiedlichen Kameraabständen scharf aufgenommen werden sollen.
In der technischen Optik wird mit Teleobjektiv ein Objektiv mit verkürzenden optischen Gliedern bezeichnet, was zu einer geringeren Baulänge als seiner nominalen Brennweite führt.

## Eigenschaften

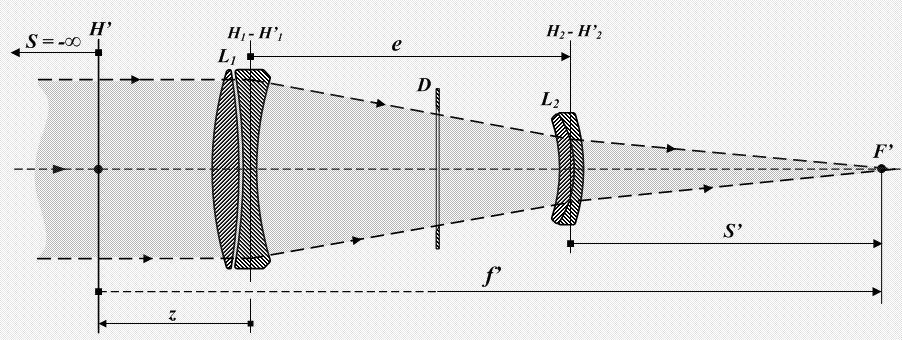
Prinzipdarstellung eines Teleobjektivs

Teleobjektive können als Wechselobjektiv an geeignete Kameras angeschlossen werden, seltener sind sie in diese fest integriert. Teleobjektive sind nicht zu verwechseln mit Zoomobjektiven, die eine Verstellung der Brennweite erlauben, jedoch nicht zwingend eine Telebrennweite erreichen müssen.
Im Bereich der Makrofotografie erlauben Teleobjektive einen größeren Arbeitsabstand zwischen Objektiv und Aufnahmeobjekt als Normalobjektive oder Weitwinkelobjektive, wodurch beispielsweise die Beleuchtungsmöglichkeiten vereinfacht werden.
Die Bezeichnung „Teleobjektiv“ wird als Synonym für Objektive spitzen Blickwinkels genutzt. Vor allem in früheren Zeiten waren noch die technisch einfacheren Fernobjektive verbreitet. Teleobjektive unterscheiden sich von Fernobjektiven dadurch, dass durch die Kombination einer vorderen positiven Gruppe (Sammellinse) mit einer hinteren negativen Gruppe (Zerstreuungslinse) die bildseitige Hauptebene (H') des Objektivs nach vorne verschoben und dadurch eine kürzere Baulänge erreicht wird, als es der Nennbrennweite entspräche. Bezeichnungen wie „Superteleobjektiv“ werden alleinige zur Klassifizierung der Länge (Superteleobjektiv meist ab 300 mm) genutzt, aus ihnen kann man nicht Verringerung der Baugröße zur Nennweite ableiten.

## Varianten
Teleobjektive können je nach Brennweite und primärem Anwendungszweck in verschiedene Klassen eingeteilt werden. Die folgenden Gruppen beziehen sich bei den Brennweiten- und Bildwinkelangaben auf das Kleinbildformat, für andere Kamerasysteme, insbesondere Digitalkameras mit kleineren Sensoren, siehe Formatfaktor.

### Porträtobjektive

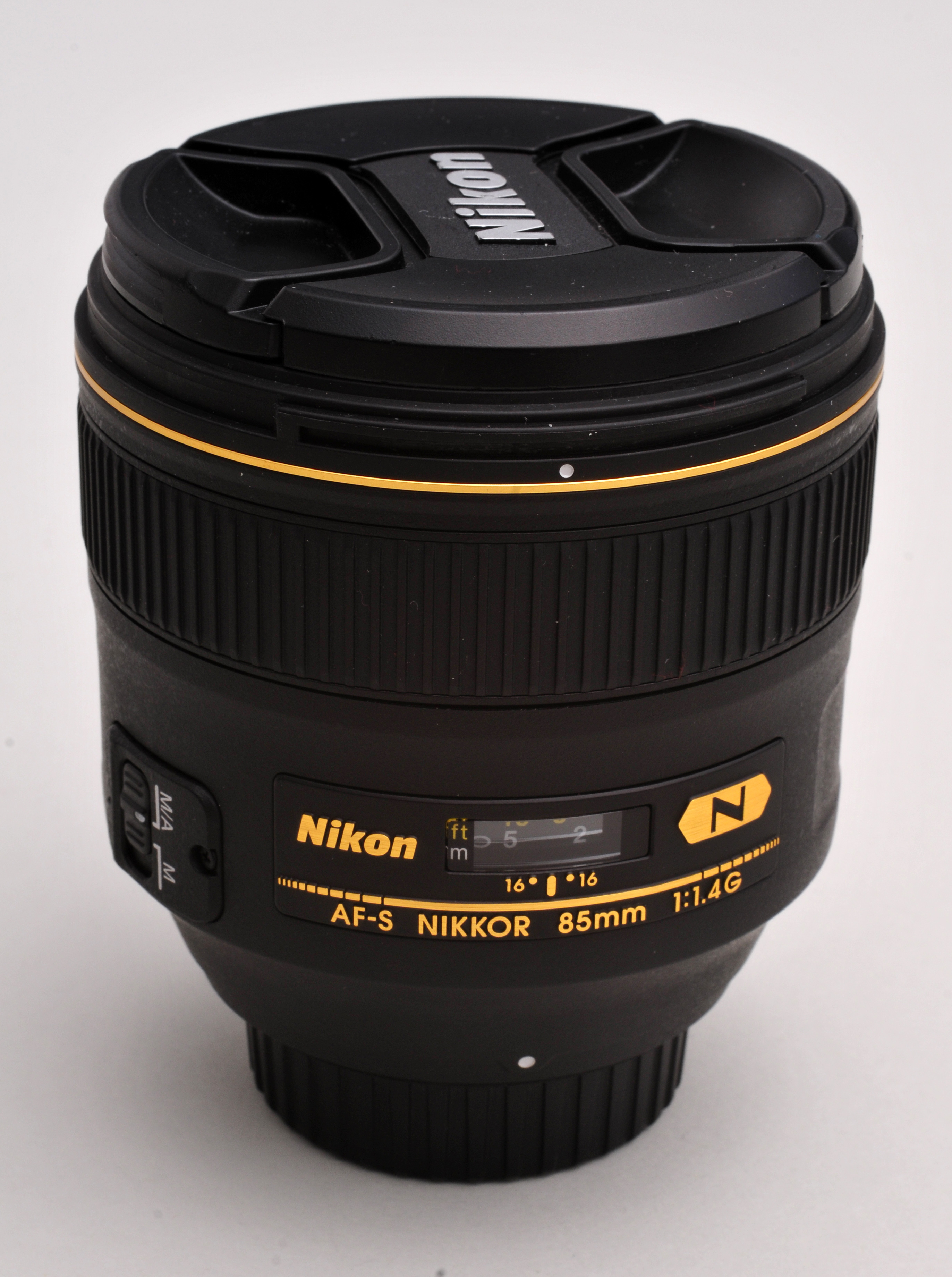
Nikkor 1,4/85

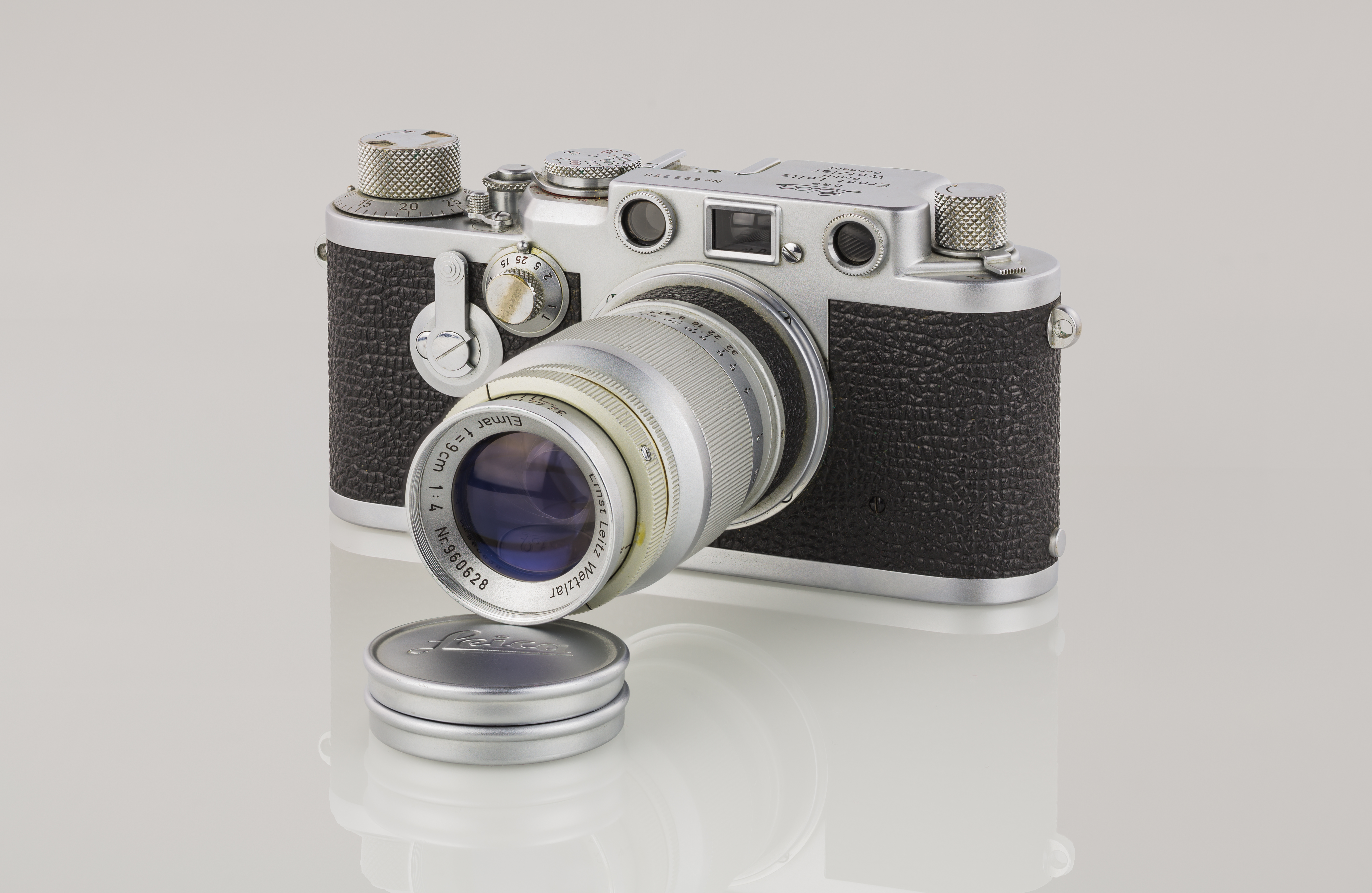
Leica IIIf (1954) mit Teleobjektiv Leitz Elmar f=9 cm 1:4

Porträtobjektive mit Brennweiten zwischen etwa 80 mm und 105 mm, teilweise auch bis 135 mm (alle bei Kleinbildkameras) werden aufgrund der verringerten Schärfentiefe und der als angenehm verzerrungsfrei, aber noch nicht als flach empfundenen Abbildung menschlicher Gesichter gerne für die Porträtfotografie verwendet, um das Gesicht oder die Person aus dem Hintergrund herauszulösen. Objektive dieses Brennweitenbereichs können bei normalen Lichtverhältnissen meist noch problemlos ohne Stativ benutzt werden.
Typische Portraitbrennweiten sind
- 85 mm (diagonaler Bildwinkel 28° 30'),
- 100 mm (diagonaler Bildwinkel 24°).

### Standardteleobjektive
Als Standardteleobjektive gelten Objektive mit einer Brennweite zwischen etwa 135 und 200 mm (bezogen auf Kleinbild). Diese Objektive werden gerne in der Reise-, aber auch in der Naturfotografie verwendet. Bei Objektiven dieses Brennweitenbereichs ist es außer bei sehr guten Lichtverhältnissen oder der Verwendung hochempfindlicher Filme sinnvoll, ein Stativ zu verwenden, um Verwackeln zu vermeiden.
Typische Standardtelebrennweiten sind:
- 135 mm (diagonaler Bildwinkel 18°);
- 180 mm
- 200 mm (diagonaler Bildwinkel 12,3°).

### Superteleobjektive

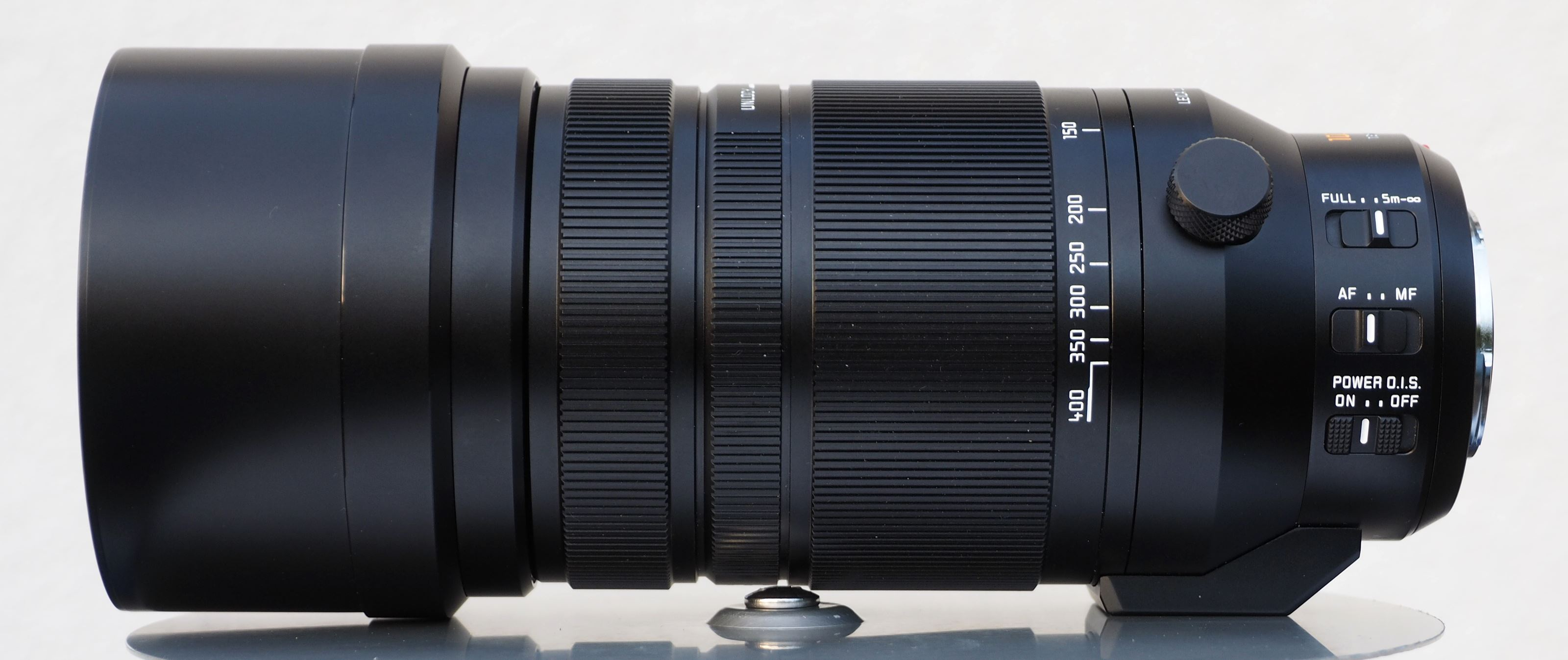
Supertelezoomobjektiv Leica DG Vario-Elmar 100–400 mm f/4,0–6,3 für Micro Four Thirds Kameras mit Bildstabilisator (bezogen auf das Kleinbildformat 200–800 mm)

Bogensport-Beispiel für einen sehr kleinen Schärfentiefebereich sowie eine extreme Kompression des Motivs durch die Verwendung eines 4,5/500-mm-Superteleobjektivs

Teleobjektive mit Brennweiten ab 200 (nur bei außergewöhnlicher Lichtstärke wie F1:1,8 oder F1:2,0) und 300 mm gelten, bezogen auf das Kleinbildformat, als Superteleobjektive. Speziell in der Tier- und Sportfotografie werden oft Modelle mit großer Lichtstärke im Bereich von F1:2,8 bis F1:5,6 eingesetzt. Einige dieser Objektive sind schon wegen ihres hohen Gewichts nur mit Einbein- oder Dreibeinstativen verwendbar.
Typische Supertelebrennweiten sind:
- 200 mm (diagonaler Bildwinkel 12,3°)
- 300 mm (diagonaler Bildwinkel 8,2°)
- 400 mm (diagonaler Bildwinkel 6,2°)
- 500 mm (diagonaler Bildwinkel 5,0°)
- 600 mm (diagonaler Bildwinkel 4,1°)
- 800 mm (diagonaler Bildwinkel 3,1°)
- 1200 mm (diagonaler Bildwinkel 2,1°)

### Spiegellinsenobjektive

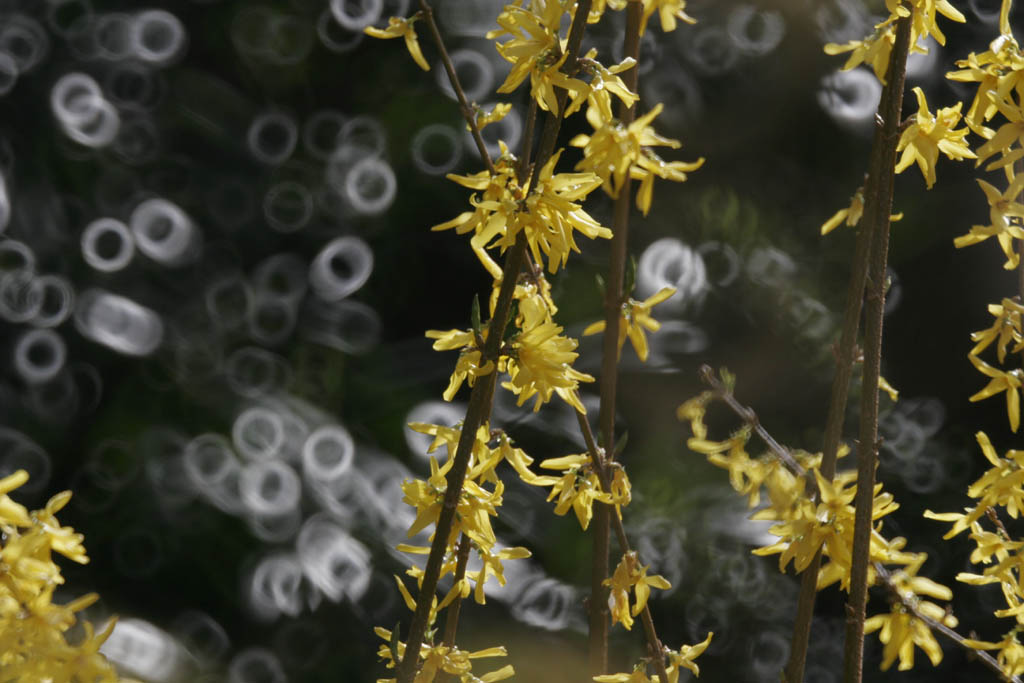
Typisches Ringmuster durch eine Spiegellinsenoptik

Spiegellinsenobjektive sind eine Sonderbauart, die es durch den „gefalteten“ Strahlengang ermöglicht, sehr kompakte Objektive für große Brennweiten zu konstruieren. Bauartbedingt weisen Spiegellinsenobjektive einige Eigenheiten auf, insbesondere sind die Strahlenbündel durch den mittig liegenden Spiegel ringförmig beschnitten, daher sind sie gegenüber Objektiven gleichen Durchmessers lichtschwächer. Spiegellinsenobjektive gibt es für Kleinbildkameras mit Brennweiten zwischen 250 mm und 2000 mm sowie für Mittelformatkameras.

## Vergleich verschiedener Brennweiten von Teleobjektiven

Aufnahmen mit Objektiven verschiedener Brennweite von einer festen Position aus mit einer Kamera mit dem Formatfaktor 1,6
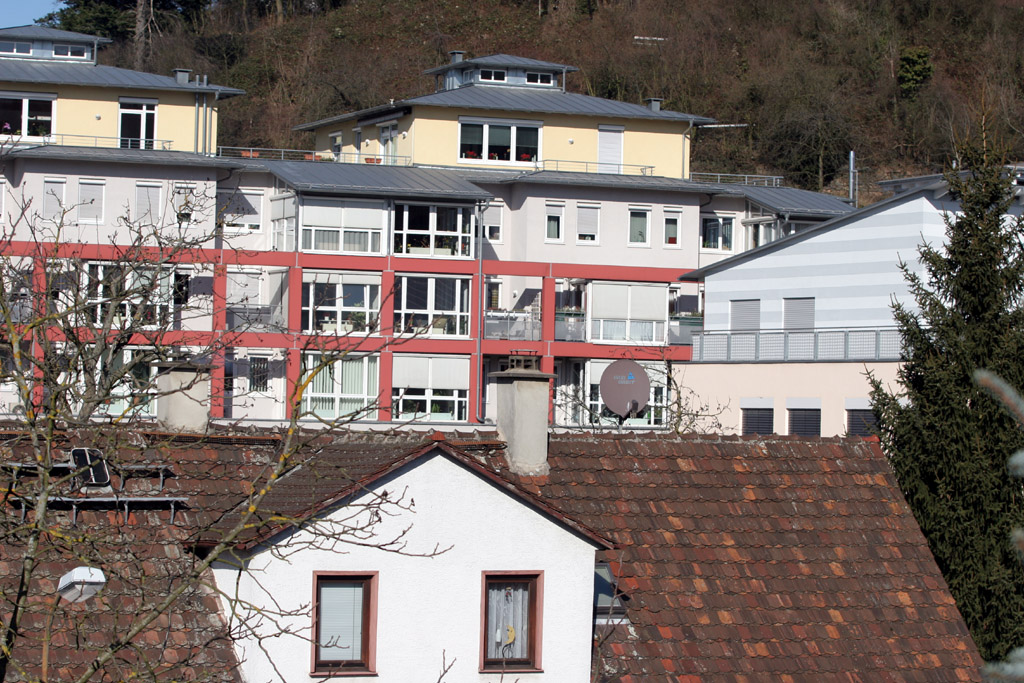
70 mm Brennweite
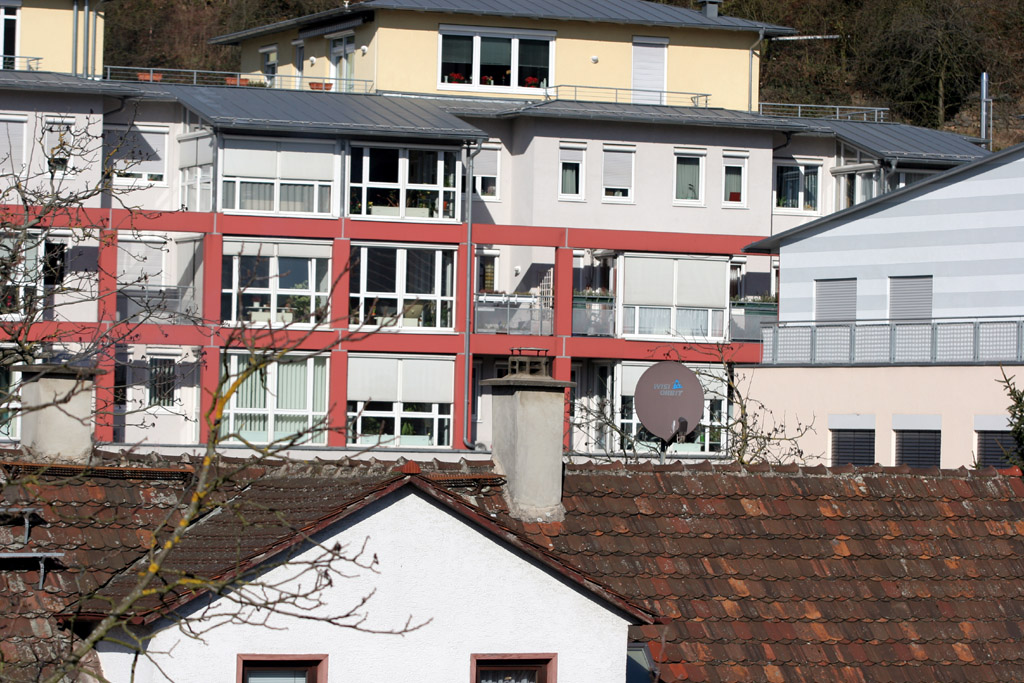
100 mm Brennweite
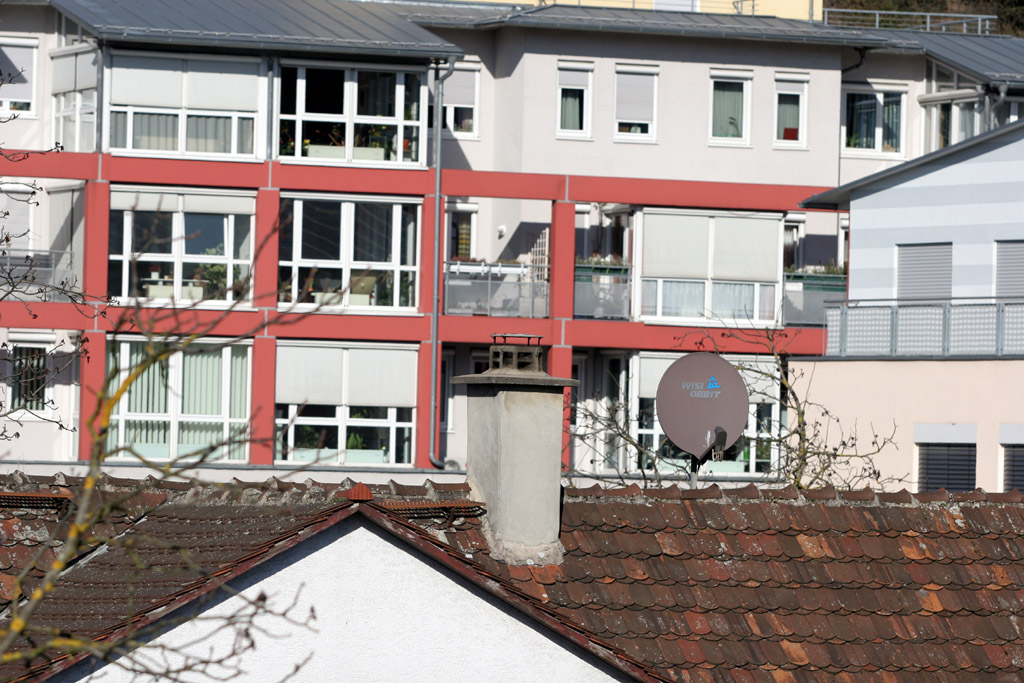
135 mm Brennweite
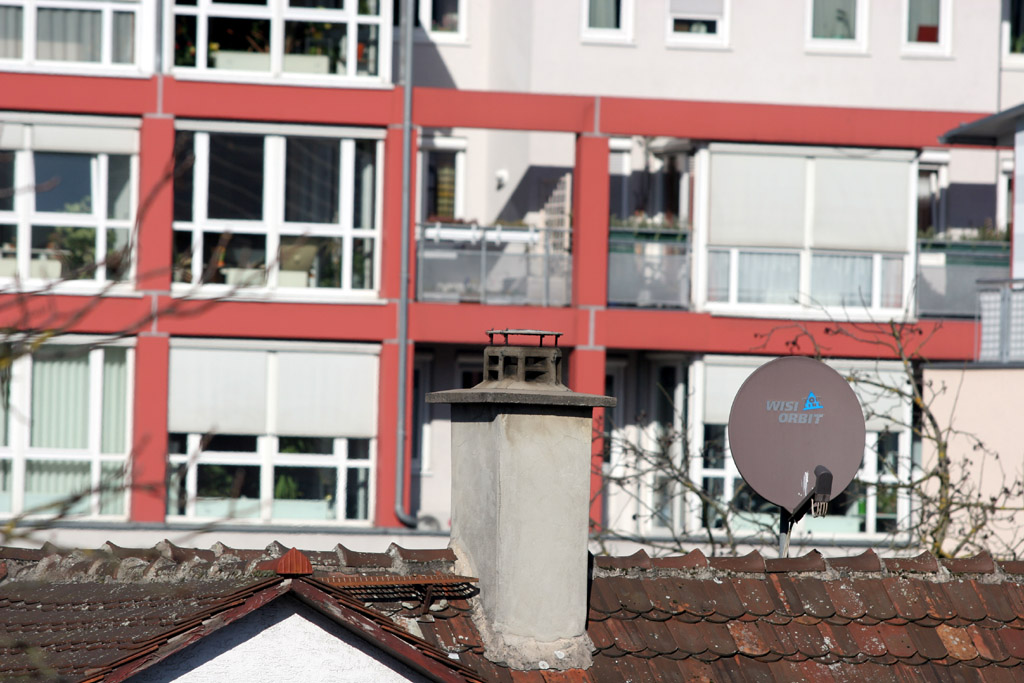
200 mm Brennweite
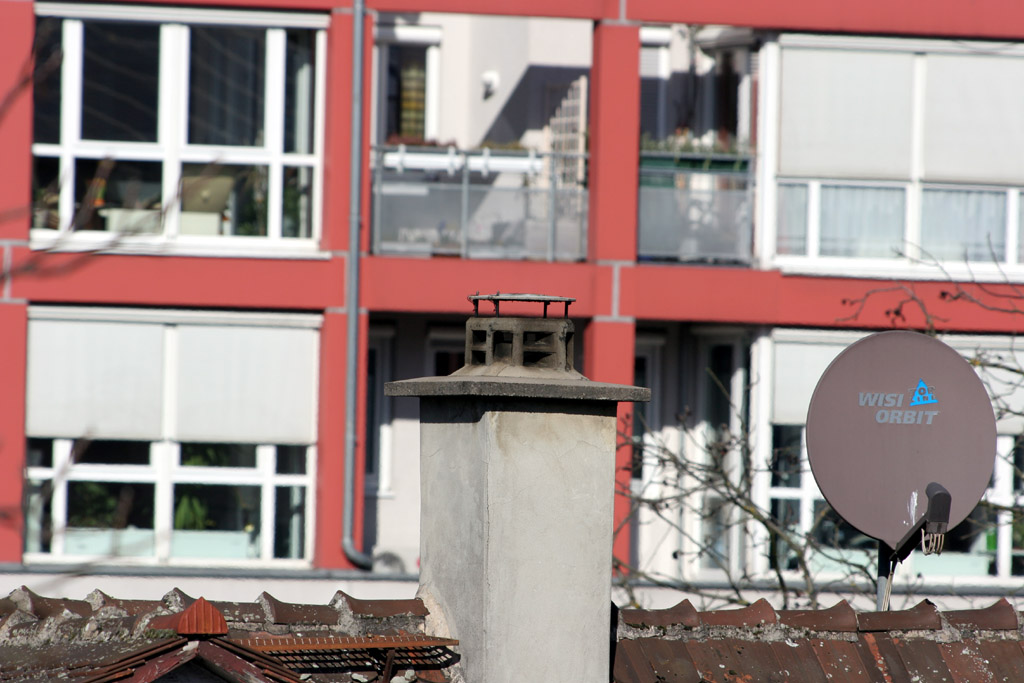
300 mm Brennweite
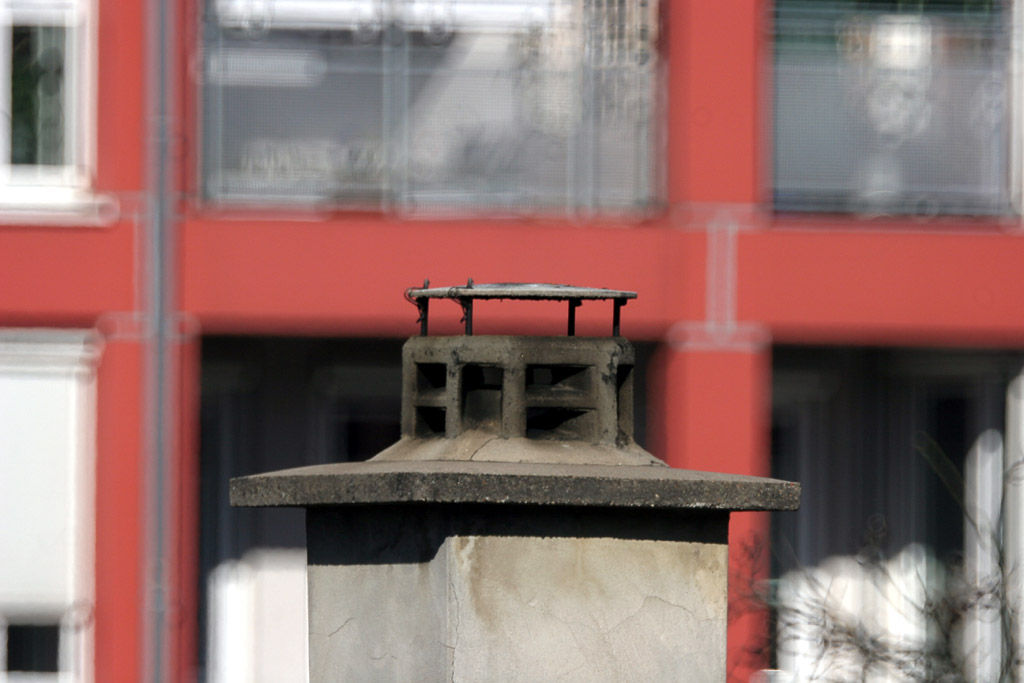
500 mm Brennweite
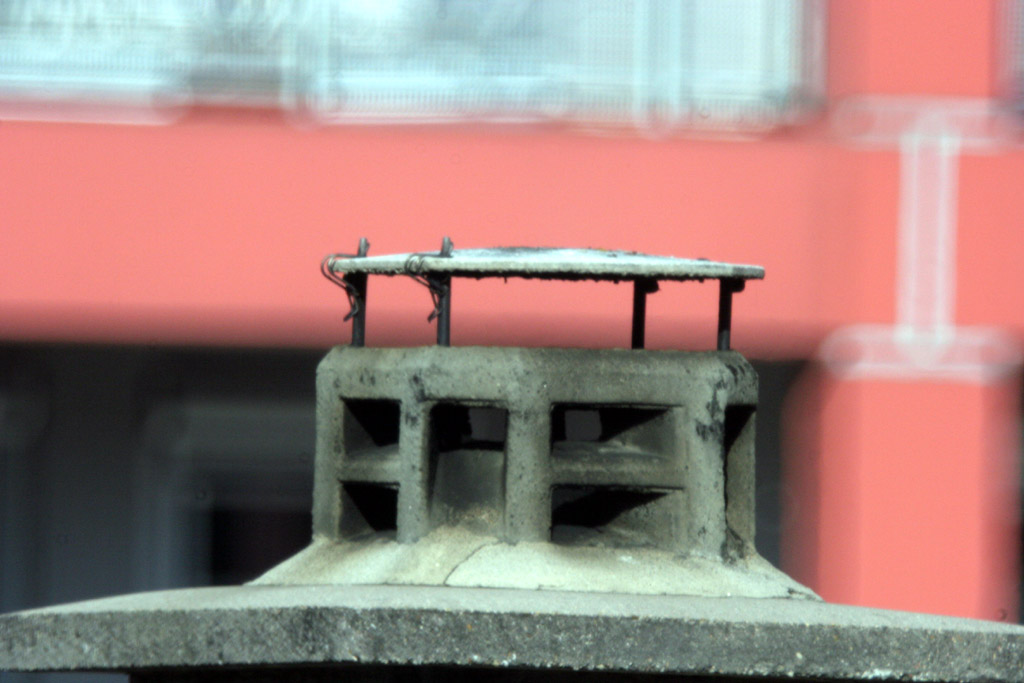
1000 mm Brennweite
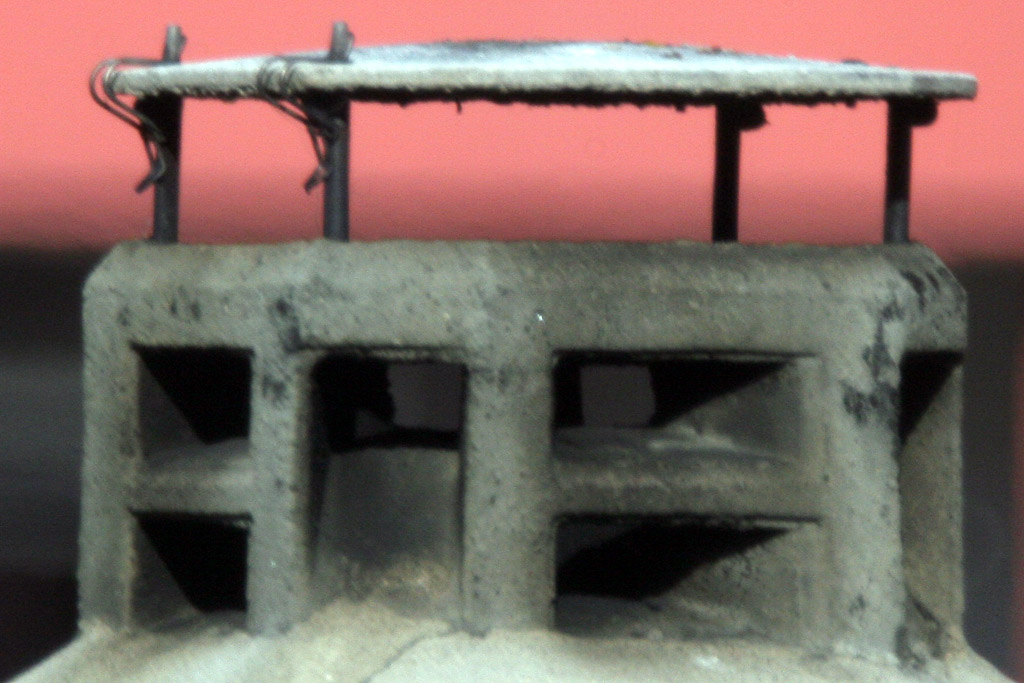
2000 mm Brennweite

## Sonstiges
Teleobjektive im Bereich bis etwa 200 mm Brennweite (bezogen auf Kleinbild) mit gemäßigter Lichtstärke sind auch mit sehr guter Bildqualität vergleichsweise kompakt und preiswert konstruierbar. Bei hohen Lichtstärken und sehr großen Brennweiten machen sich jedoch Linsenfehler immer stärker bemerkbar, so dass ein erheblicher konstruktiver Aufwand betrieben werden muss. Solche Teleobjektive erfordern spezielle optische Gläser und asphärische Linsen. Teilweise werden Linsen aus Calciumfluorid verwendet. Viele Superteleobjektive sind apochromatisch korrigiert.
In der Telefotografie gilt dieselbe Faustregel wie bei den Normalobjektiven, dass zum freihändigen Erzielen verwacklungsfreier Bilder mit einer Verschlusszeit fotografiert werden sollte, die kürzer ist als der Reziprokwert (Kehrwert) der Brennweite. Bei 200 mm Brennweite sollte daher eine Belichtungszeit von 1/200 Sekunde oder kürzer eingestellt werden. Bei extremen Telebrennweiten jenseits der 300 mm empfiehlt sich dennoch in jedem Fall die Verwendung eines Einbein- oder Dreibeinstativs. Besonders schwere Objektive verfügen über eine Objektivschelle, an der das Stativ befestigt werden kann.
Alternativ sind Objektive und Kameras erhältlich, die einen Bildstabilisator enthalten; durch diesen kann die Freihandgrenze deutlich in Richtung längerer Belichtungszeiten verschoben werden.

## Einsatzbeispiele

Fotograf mit Supertele bei einem Fußballspiel in der Schweiz
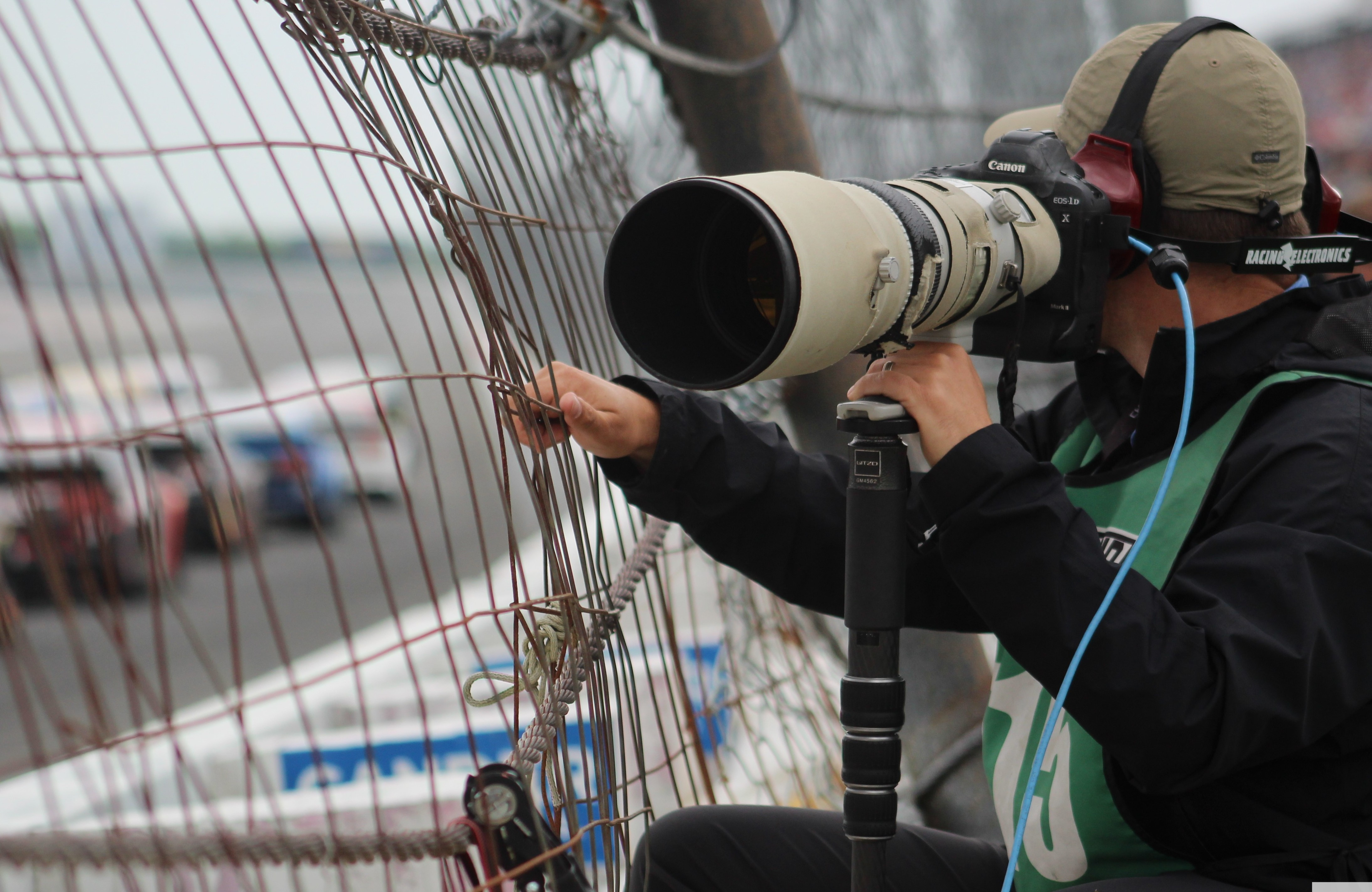
Motorsport-Fotograf mit Supertele an einer Rennstrecke
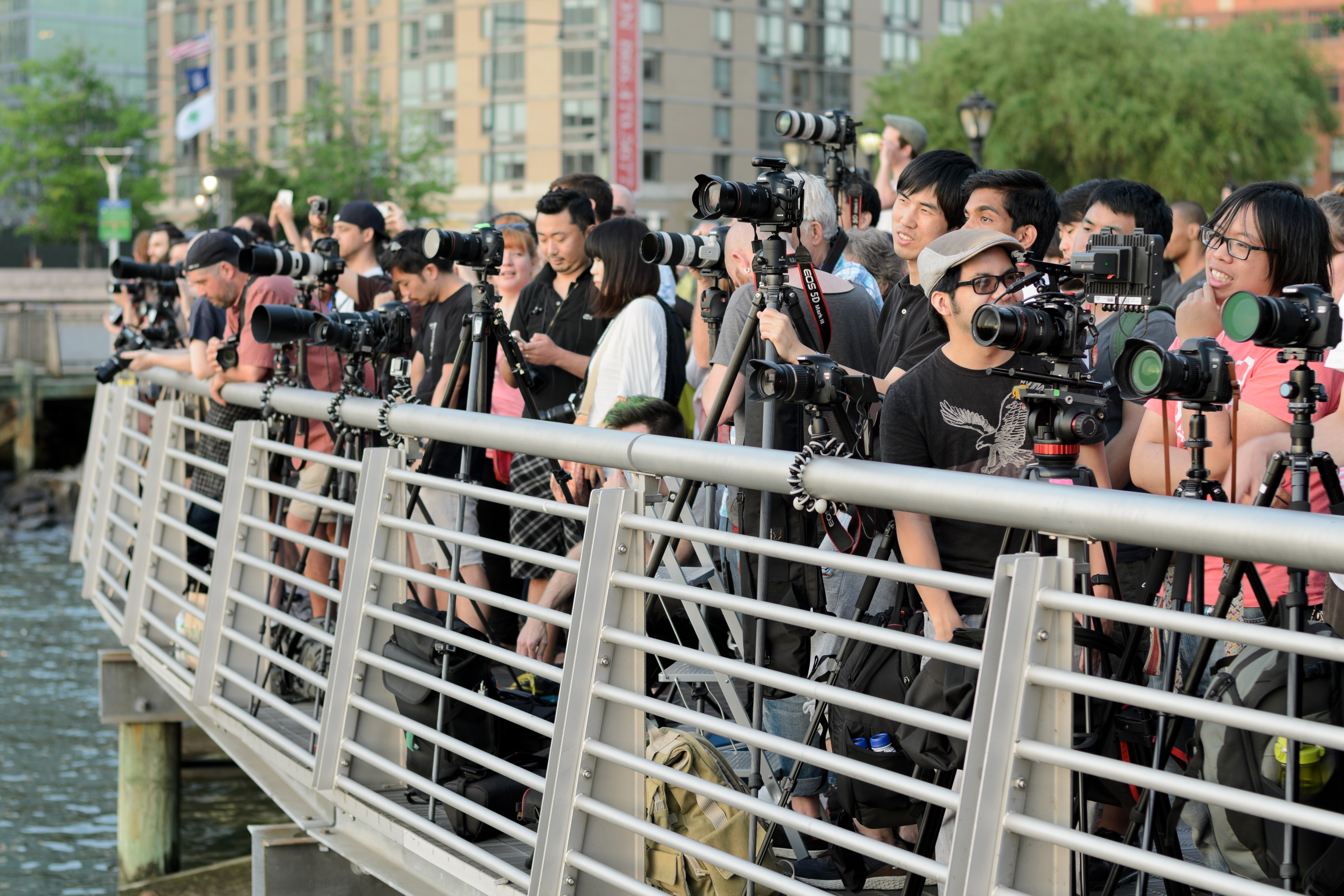
Menschen mit Teleobjektiven beim Manhattanhenge, einem halbjährlichen Fotoereignis in New York City
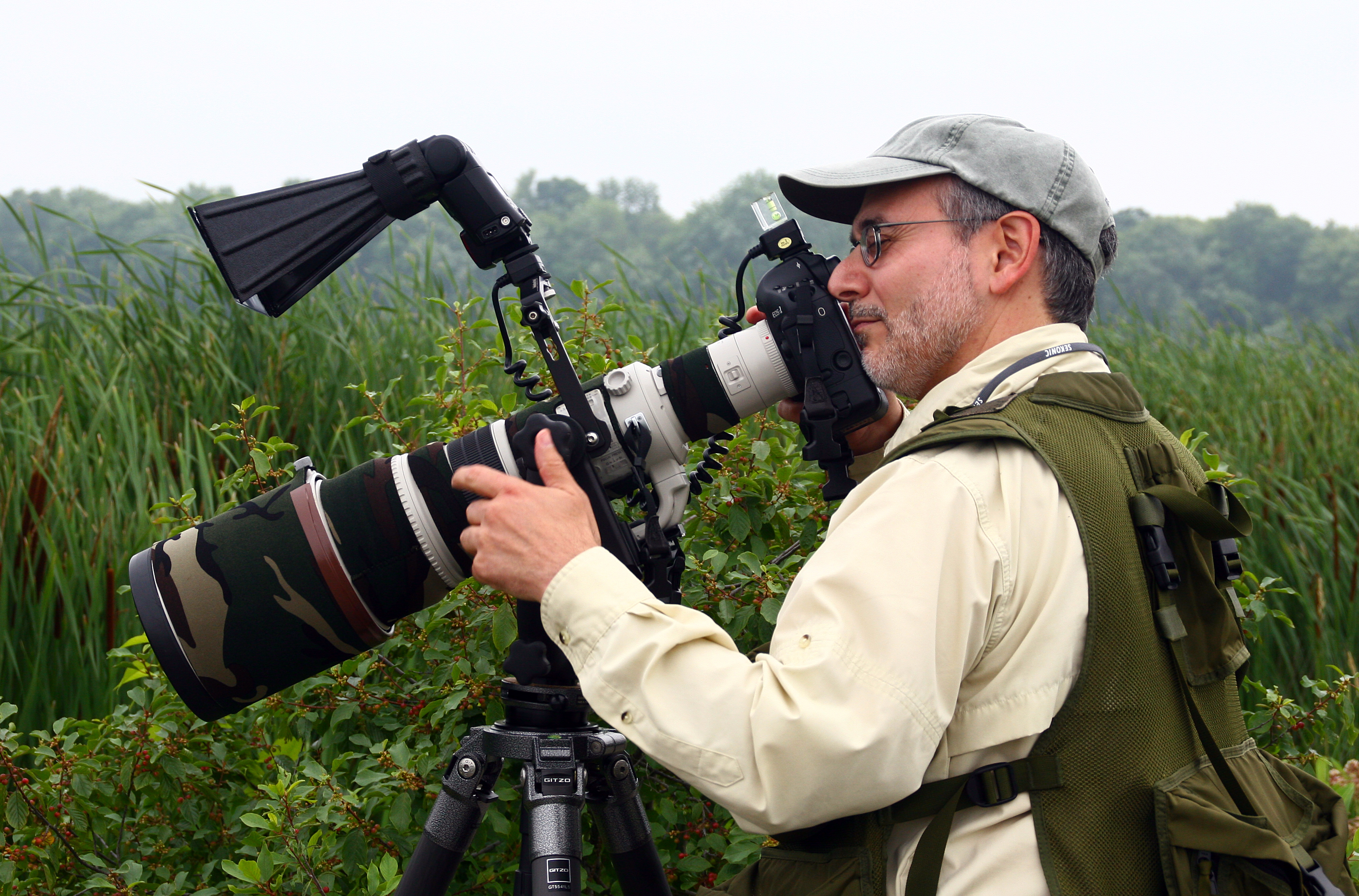
Naturfotografie im Nahbereich mit Supertele
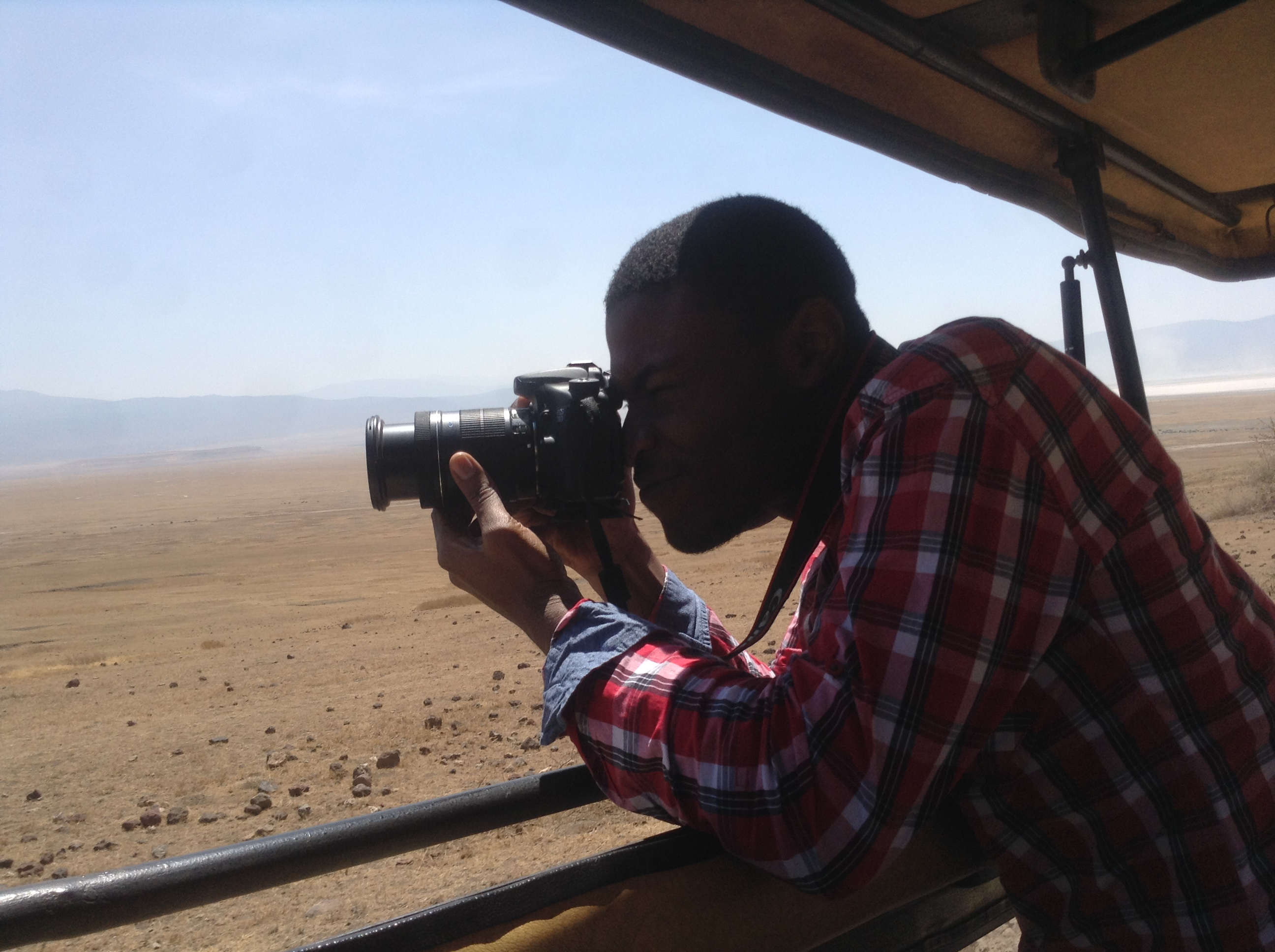
Tierfotografie auf Safari in Tansania
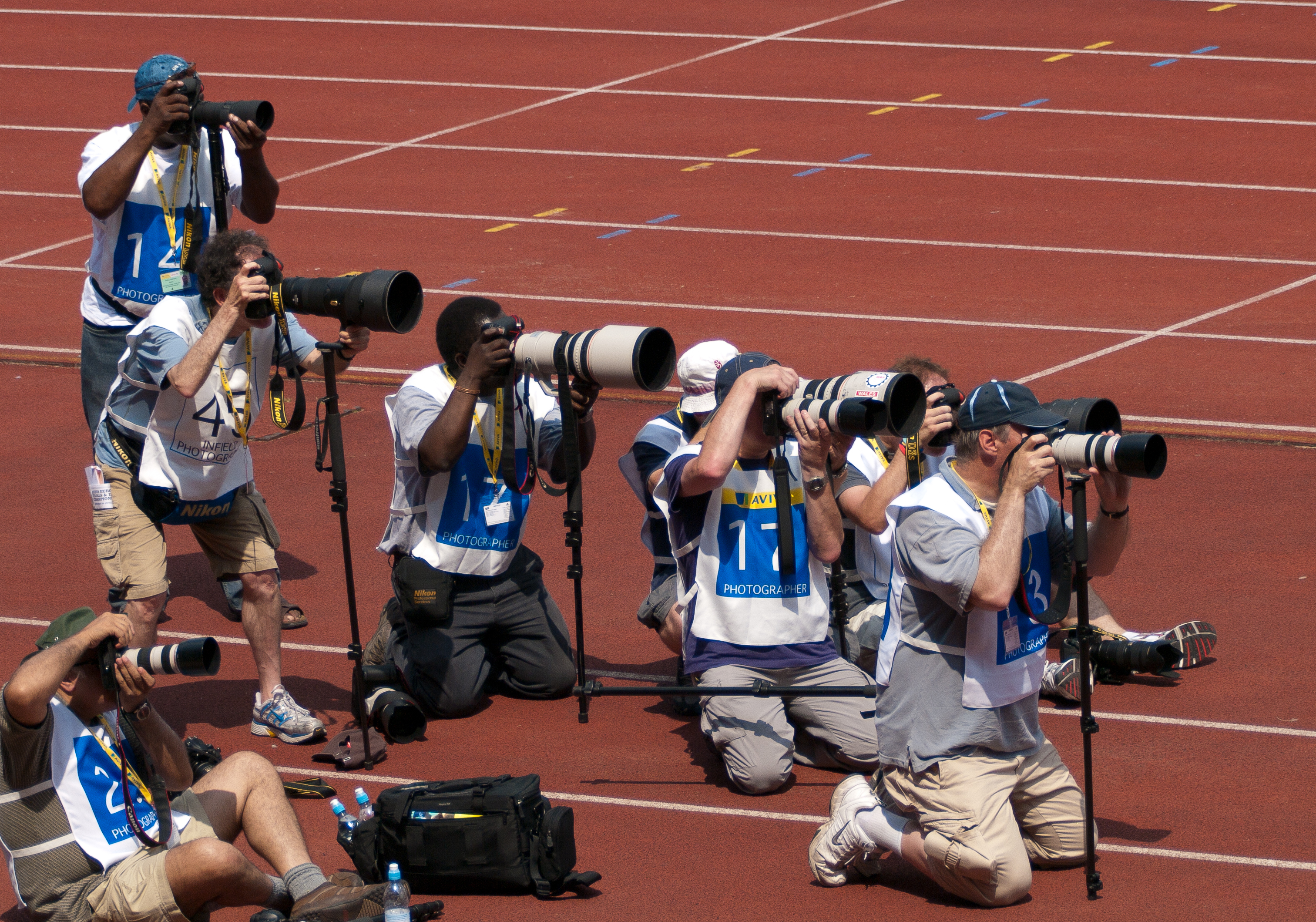
Sportfotografen bei Leichtathletikwettkampf in England